# Contrôle par redondance
 (décembre 2023).
Si vous disposez d'ouvrages ou d'articles de référence ou si vous connaissez des sites web de qualité traitant du thème abordé ici, merci de compléter l'article en donnant les références utiles à sa vérifiabilité et en les liant à la section « Notes et références ».
En télécommunications, un contrôle par redondance consiste à ajouter des données à la fin d'un message pour détecter des erreurs et éventuellement les corriger.
N'importe quelle fonction de hachage peut être utilisée en tant que contrôle par redondance. Les plus simples sont les sommes de contrôle, incluant le bit de parité, le contrôle sur les chiffres et le contrôle par redondance longitudinale. On trouve également d'autres contrôles par redondance : le CRC, le contrôle par redondance horizontale, le contrôle par redondance verticale…